# Gardnerycteris
Gardnerycteris és un gènere de ratpenats de la família dels fil·lostòmids. Conté tres espècies oriündes de Sud-amèrica que fins al 2014 es classificaven en el gènere Mimon. Són ratpenats de petites dimensions, amb una llargada de cap a gropa de 55–69 mm, l'avantbraç de 46–55 mm, la cua de 15–29 mm i un pes de fins a 18 g. El tàxon fou anomenat en honor del mastòleg estatunidenc Alfred Lunt Gardner, «per la seva contribució al coneixement dels ratpenats neotropicals».